# Lars Fricke
Lars Fricke (* 7. März 1987 in Köln) ist ein deutscher Internet-Comedian, Darsteller und Sprecher. Er ist hauptsächlich bekannt durch seine Aktivitäten auf YouTube.

## Leben
Fricke dreht seit dem Sommer 2006 Trashfilme. Die erste Produktion Strange Royale feierte ihre Premiere im WOKI Kino in Bonn.
2010 wurde der YouTube-Kanal „SceneTakeTV“ erstellt und das erste Video mit dem Titel Akuter Handlungsbedarf hochgeladen, welches im Rahmen des Filmfestivals „2880“ produziert wurde. Auf „SceneTakeTV“ wurde im Laufe der Jahre eine Vielzahl an Inhalten produziert, in denen Fricke maßgeblich als Autor und Hauptdarsteller aktiv war. 2011 gewann Fricke gemeinsam mit seinen Team-Kollegen den ersten europäischen „YouTube-NextUp-Preis“ von Google und gehörte damit zu einem von 25 ersten Gewinnern in ganz Europa. Die Lars & Dan Show, Voll im Leben und Oberucken waren die erfolgreichsten Formate auf dem YouTube-Kanal „SceneTakeTV“.
Von 2013 bis 2016 moderierte Fricke mit Mia Geese zusammen das Aufklärungs-Format Love and Sex, welches auf dem von Endemol Shine Beyond produzierten YouTube-Kanal „Survival Guide“ ausgestrahlt wurde.
Im Jahr 2015 gewann Fricke zusammen mit seinem Team, bestehend aus Michael Schulte, Petra Mayer und Alex Böhm, das ZDFneoTVLab, worauf sie im Oktober 2016 ihre eigene Serie für ZDFneo produzieren konnten. Im März 2017 hatte Fricke sein Fernsehdebüt als Hauptdarsteller in der ZDFneo Serie Neomaniacs. Die Serie ging über drei ca. 20-minütige Folgen und handelte von einem Schauspieler, der sein Handwerk verlernt hatte und sich für ein neues Filmprojekt in eine Psychiatrie einweisen lässt, um dort wieder zur alten Form zurückzufinden.
2016 wurde die Web-Mockumentary Oberucken, in der Fricke die Hauptrollen in unterschiedlichsten Charakteren übernahm und die Skripte schrieb, für den Webvideopreis 2016 nominiert.

## Filmografie (Auswahl)
- 2010–2016: Die Lars & Dan Show (Web-Serie)
- 2010: O.P.A. hat ein Nasenfahrrad
- 2010: No Budget: Jason Steel der Film
- 2011–2015: Voll im Leben (Web-Mockumentary)
- 2015: Oberucken (Mockumentary)
- 2016: Wishlist
- 2017: neomaniacs (Fernsehserie)
- 2018: Das Mädchen (Kurzfilm)
- 2018–2019: Oberucken (Webserie)
- 2019–2020: Krass Klassenfahrt (Webserie)
- 2020: All the Time in the World (Kurzfilm)
- 2020: Marie Brand und die falschen Freunde (Fernsehserie, Episode 1x27)
- 2021: Alarm für Cobra 11 – Die Autobahnpolizei: Innerer Feind (Fernsehserie, Episode 26x12)
- 2022: Der letzte Song aus der Bohne (YouTube-Reihe, Akt 3)